# 中國鬚蛇鰻
中國鬚蛇鰻，又稱中華鬚鰻、硬骨篡，为蛇鰻科鬚鰻屬下的一个种。

## 分布
本魚分布於西太平洋，包括中國、台灣、菲律賓、印尼等海域。

## 特徵
本魚體細長，吻尖，眼小，上頜較下頜長；上鼻孔管狀，後鼻孔成裂痕狀；背鰭及臀鰭後端鰭條較長。胸鰭發育正常。齒小，圓錐狀，上頜骨齒3~4列。下頜骨齒不規則2列。背鰭起點在鰓裂後。體長為體高之43.5倍，頭長之8.9倍；尾長為頭與軀幹之1.8倍；頭長為吻長之4.4倍；吻長為眼徑之3倍。臀鰭緊接肛門之後。體長可達30公分。

## 生態
本魚棲息在水深100公尺以下之泥沙質海底。以甲殼類、軟體動物為主食。

## 經濟利用
無經濟價值，多做為下雜魚以供養殖魚類飼料。